# 六壯士 (2004年電影)
《六壯士》（英語：Six Strong Guys）是一部2004年的香港電影，由黃真真執導，林子祥、鄭伊健、李克勤、杜汶澤、許志安、譚俊彥主演。

## 演員
- 林子祥 飾 Rico
- 鄭伊健 飾 阿郎
- 李克勤 飾 吹水強
- 許志安 飾 Malcolm
- 杜汶澤 飾 阿柴
- 譚俊彥 飾 矢野

## 獎項
| 頒獎典禮             | 獎項       | 名單   | 結果 |
| -------------------- | ---------- | ------ | ---- |
| 第24屆香港電影金像獎 | 最佳女配角 | 盧巧音 | 提名 |
| 第24屆香港電影金像獎 | 新晉導演   | 黃真真 | 提名 |

## 外部連結
- 香港影庫上《六壯士》的資料（繁體中文）
- 開眼電影網上《六壯士》的資料（繁體中文）
- 豆瓣电影上《六壯士》的資料 （简体中文）
- 时光网上《六壯士》的資料（简体中文）
- AllMovie上《六壯士》的资料（英文）
- 爛番茄上《六壯士》的資料（英文）
- 互联网电影数据库（IMDb）上《六壯士》的资料（英文）